# Armoricaanse grafheuvelcultuur
De Armoricaanse grafheuvelcultuur is een archeologische cultuur van vroege (rond 2.150-1.600 v.Chr.) tot midden (1.600-1.350 v.Chr.) bronstijd in het westelijke deel van Bretagne, in de oudheid Armorica geheten, in het huidige Frankrijk. Het is bekend door meer dan duizend begraafplaatsen, vaak bedekt met grafheuvels. Hieronder bevinden zich enkele uitzonderlijk rijke graven van stamhoofden, die gelijktijdig waren met de elite van de Wessexcultuur in Engeland en de Úněticecultuur in Midden-Europa. 
De Armoricaanse grafheuvelcultuur kenmerkte zich door een sterk hiërarchische samenleving, met groepen grafheuvels vergelijkbaar met de Wessexcultuur in Groot-Brittannië of de Hilversumcultuur in België. Nederzettingen hebben grote huizen, statussymbolen zijn dolken, stafdolken en bijlen. 
Niet alle grafheuvels van Bretagne behoren tot de Armoricaanse grafheuvelcultuur. Oudere grafheuvels in het gebied dateren uit de neolithische periode (bijv. de Saint-Michel-tumulus), en er zijn ook latere grafheuvels te vinden, die dateren uit de vroege middeleeuwen (bijv. het Vikinggraf van Groix). 

## Begrafenispraktijken

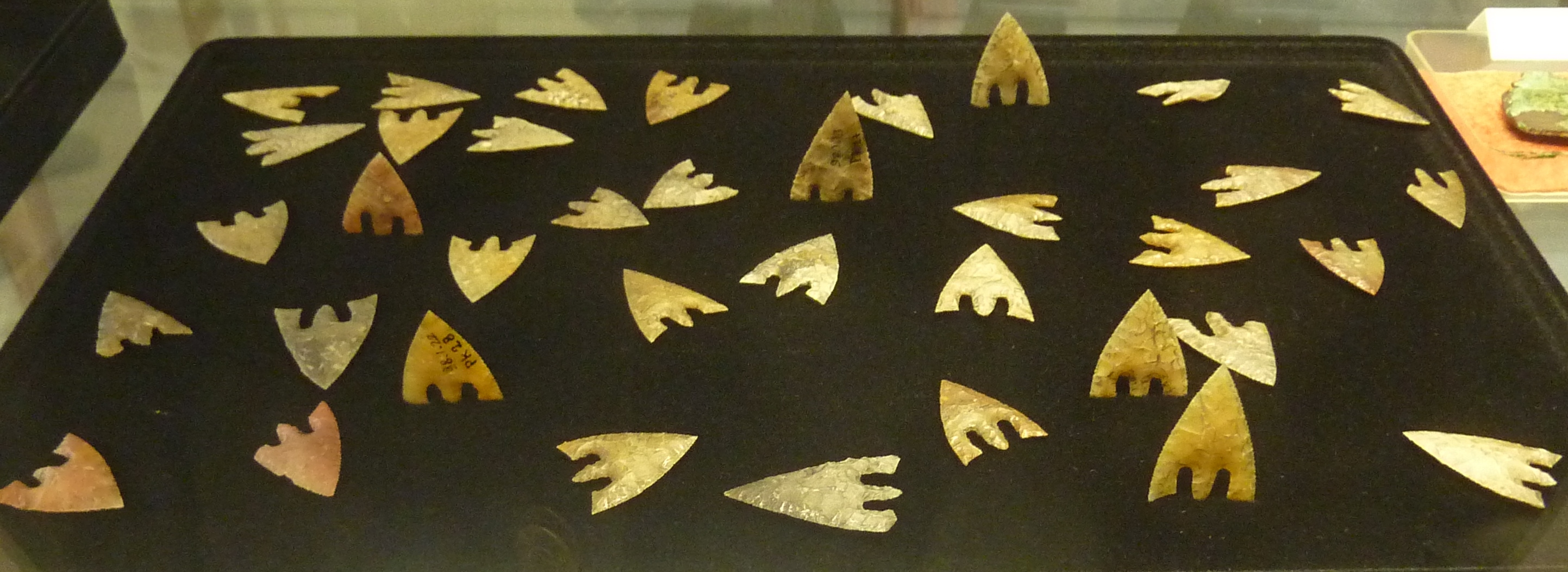
Gele vuurstenen pijlpunten, c. 2100 v.Chr.

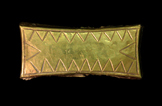
Gouden polsbeschermer

Met het einde van de neolithische periode werd het gebruik van collectieve megalithische graven (of dolmens) in Bretagne afgeschaft. Tijdens de klokbekerperiode ziet men de ontwikkeling van individuele graven, die tijdens de vroege bronstijd wijdverspreid werden. De grafarchitectuur is gevarieerd, van een eenvoudige kuil tot een monumentale grafheuvel van tientallen meters in diameter en enkele meters hoog (bijvoorbeeld de grafheuvels van Kernonen en Saint-Fiacre). Het graf kan bestaan uit een kist van randplaten, stapelmuren, een combinatie daarvan of een houten kist. Het kan door een steenhoop of een aardheuvel bedekt zijn. Volledige opgravingen van grafheuvels hebben aangetoond dat deze monumenten vaak een complexe geschiedenis hadden. In de loop van de tijd konden er begrafenissen zijn bijgekomen, soms vergezeld van een vergroting van de grafheuvel. 
Ondanks de zuurgraad van de bodem in Bretagne zijn er in de grafheuvels meer dan honderd min of meer goed bewaard gebleven skeletten gevonden. De begrafenissen waren over het algemeen individueel, maar er zijn enkele bevestigde gevallen van dubbele of driedubbele graven. De lichamen werden meestal op hun zij gevonden in een gebogen positie met het hoofd naar het oosten. Zowel volwassenen als kinderen werden gevonden. De aanwezigheid van jonge kinderen in de monumentale graven wijst op het erfelijke karakter van hun sociale status. 

## Materiële cultuur

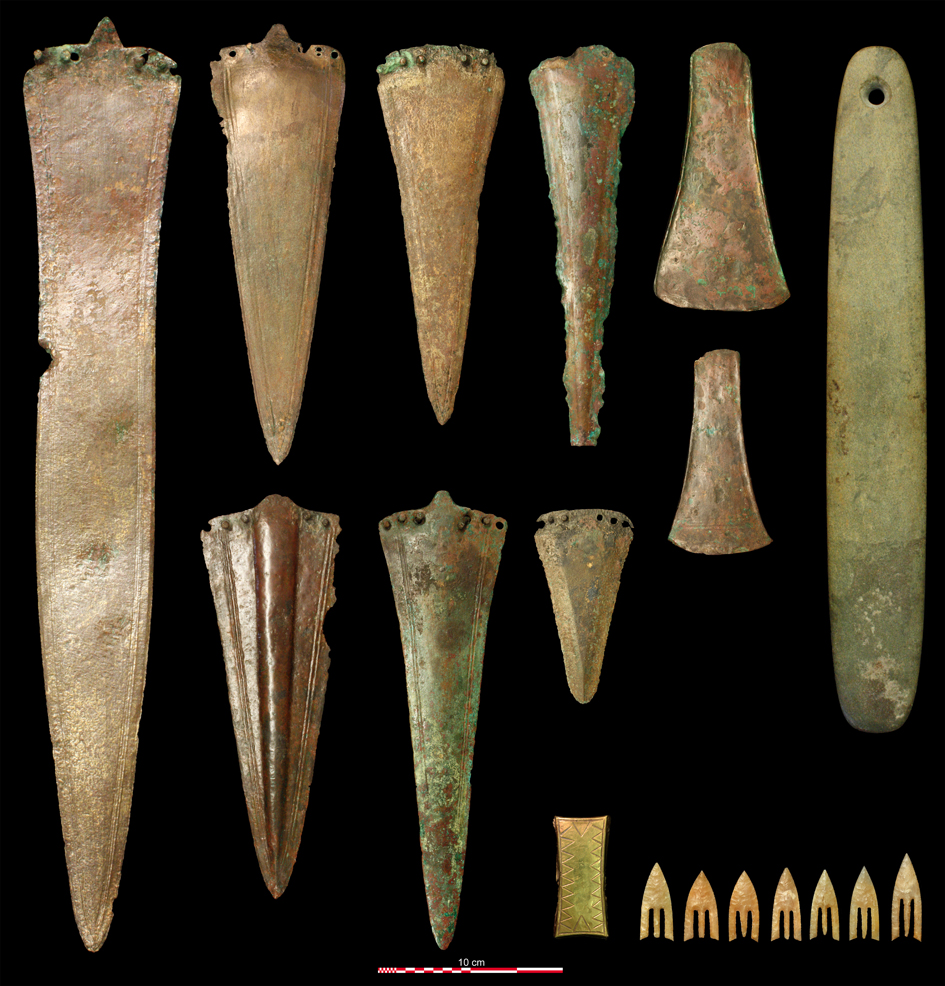
Dolken en bijlen van koperlegering, een gouden polsbeschermer voor boogschutters, een slijper van leisteen en Armoricaanse pijlpunten van vuursteen uit de vroege bronstijd-grafheuvel van La Motta (Lannion, Côtes-d'Armor).

Uit de grafgiften blijkt een sterke sociale hiërarchie: fijn afgewerkte pijlpunten, bronzen wapens, gouden artefacten en exotische sieraden waren grotendeels voorbehouden aan de elite; bronzen dolken en aardewerk lijken een klasse van notabelen (clanhoofden e.d.) te onderscheiden, terwijl voor de meerderheid van de bevolking geen bewaard gebleven grafgiften gevonden zijn.
De Armoricaanse grafheuvelcultuur staat bekend om haar graven van hoofdmannen, rijkelijk bedeeld met prestigieuze goederen die in houten kisten waren gedeponeerd. Ze leverden tientallen zogenaamde Armoricaanse pijlpunten, fijn gesneden uit blonde vuursteen van de Neder-Turonien-afzettingen in de Cher-vallei. Ze waren duidelijk het werk van ervaren vuursteenbewerkers, en een symbool van macht van de leiders van die tijd. Samen met de pijlen werden bronzen dolken en bijlen gevonden, de eersten bewaard in leren schedes en soms versierd met kleine gouden knopjes van 1 tot 3 mm. In één graf kunnen tot tien dolken aanwezig zijn, meer dan elders in West-Europa in vroege bronstijdgraven te vinden is. De dolken zijn van het Armoricaanse type en over het algemeen versierd met mazen evenwijdig aan de randen en doorboord met zes klinknagelgaten. In sommige gevallen werden in de graven zilveren bekers, gouden of zilveren kettingen, hangers en boogschuttersarmbanden in barnsteen, Whitby-git of goud, en grote stenen slijpers gevonden. 
Aardewerk wordt in de graven van deze hoofdmannen nooit gevonden. Het heeft over het algemeen een biconische vorm, vaak met handvatten in een variabel aantal (1 tot 6). Het kan gedecoreerd zijn met punthaken, gearceerde driehoeken en groeven.
In enkele langs de kust gelegen graven zijn geringde of biconische aardewerken kralen van Britse oorsprong te vinden. Deze kralen en exotische sieraden getuigen van uitgebreide uitwisselingsnetwerken in West-Europa. De banden waren bijzonder nauw met de elites van de Wessexcultuur, wiens graven dolken opleverden van mogelijk Bretonse oorsprong (zie bijvoorbeeld de Bush Barrow). 

## Dagelijks leven

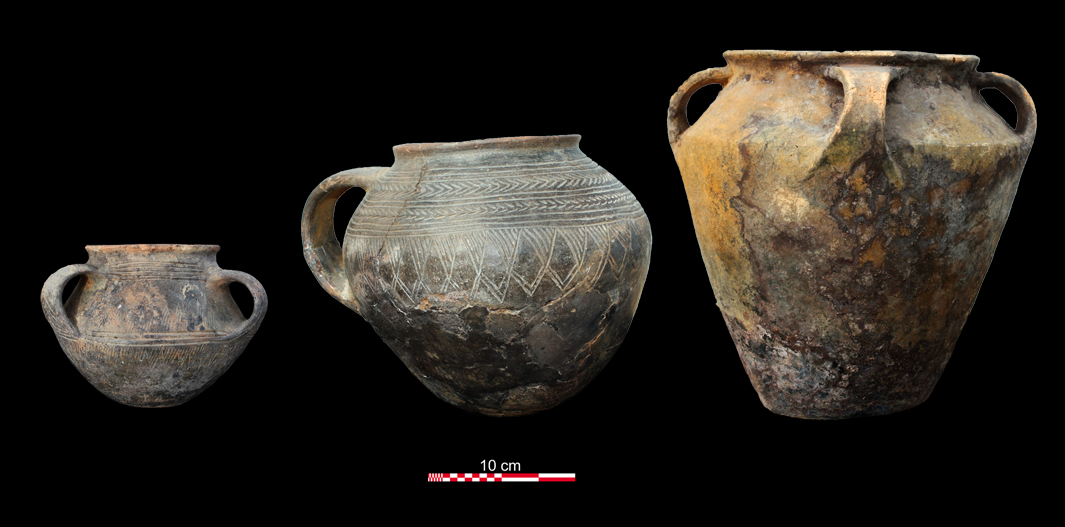
Armoricaanse vazen met handgrepen, vroege bronstijd

Verschillende recente opgravingen hebben geleid tot de ontdekking van nederzettingen uit de vroege bronstijd. Op het Île de Molène (Finistère) toont het huis van Beg ar Loued de evolutie van een stapelstenen bouwwerk van het einde van de klokbekercultuur tot de vroege bronstijd. De mensen verbouwden granen (kale en geklede gerst, emmer en tarwe) en peulvruchten (bonen en erwten), fokten rundvee, varkens, schapen en mogelijk geiten, en beoefenden kustvisserij (verzameling van napslakken aan de waterkant en waarschijnlijk gebruikmakend van visdammen), maar ook jacht (grijze zeehonden, zeevogels). Het beoefenen van metallurgie wordt ook bevestigd door de vondst van een granieten gietvorm en koperen kralen. In Lannion (Côtes-d'Armor) hebben twee opeenvolgende opgravingen door het Institut national des recherches archéologiques préventives geleid tot de vondst van een monumentale omheining die verband hield met twee grafheuvels uit de vroege bronstijd, en een netwerk van percelen waarbinnen tijdens de bronstijd een woning werd gebouwd.
De ontwikkeling van de landbouw in combinatie met ertsbronnen, met name van het tin dat essentieel was voor de productie van brons, verklaart waarschijnlijk de culturele bloei van de Armoricaanse grafheuvelcultuur.